# 11206 Бібі
11206 Бібі (11206 Bibee) — астероїд головного поясу, відкритий 19 березня 1999 року.
Тіссеранів параметр щодо Юпітера — 3,366.